# Liste der Straßennamen von Großrinderfeld

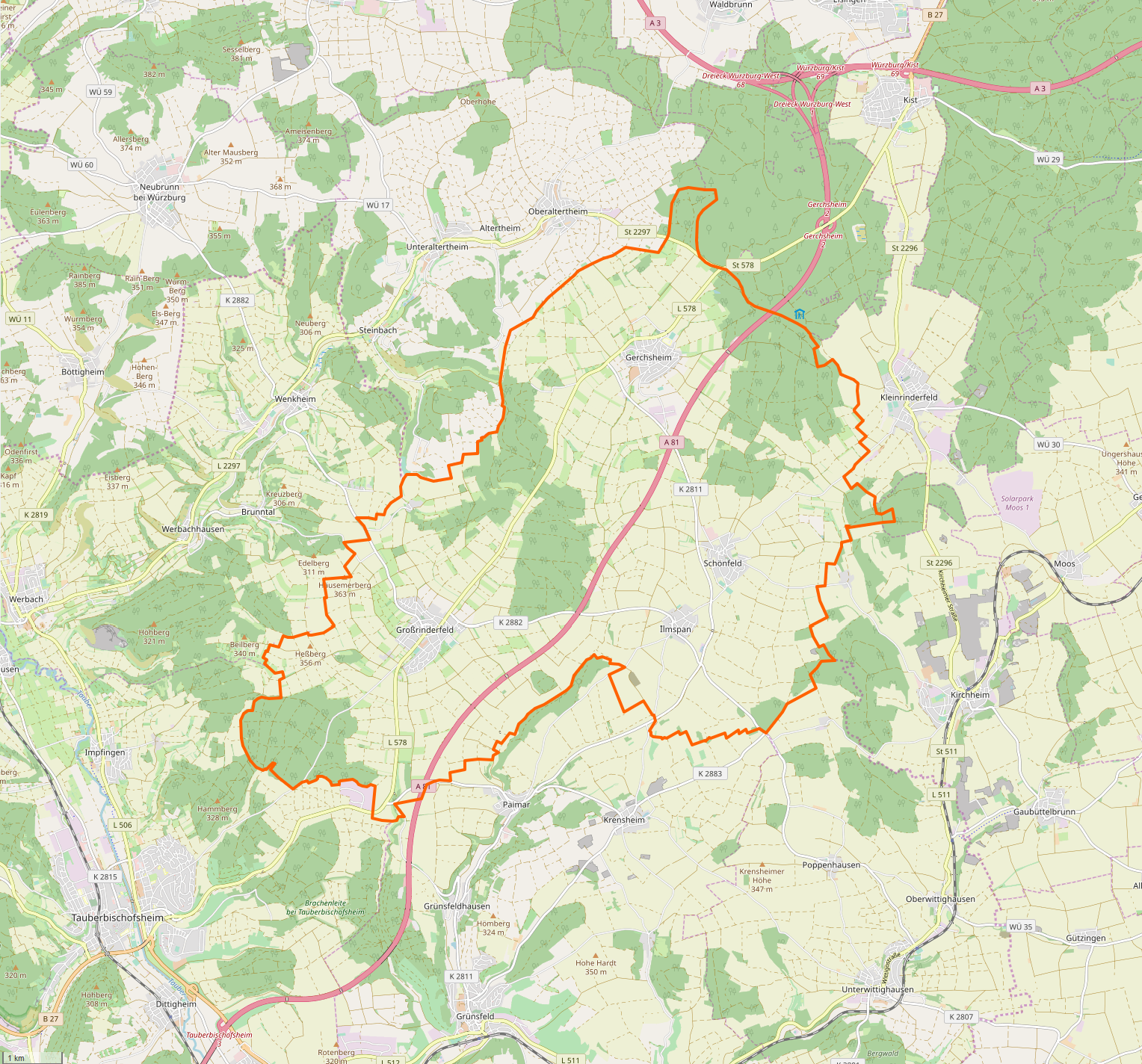
Gemarkung und Lage der Gemeinde Großrinderfeld

Wappen der Gemeinde Großrinderfeld

Diese Liste der Straßennamen von Großrinderfeld zeigt die Namen der aktuellen und historischen Straßen, Gassen, Wege und Plätze der Gemeinde Großrinderfeld und deren Ortsteile (Gerchsheim, Ilmspan und Schönfeld) sowie deren Namensherkunft, Namensgeber oder Bedeutung, sofern bekannt.
Der Artikel ist Teil der übergeordneten Liste der Straßennamen im Main-Tauber-Kreis. Die Liste erhebt keinen Anspruch auf Vollständigkeit.
| Ferienstraßen – Rad- und Wanderwege – Literatur – Weblinks |

## A

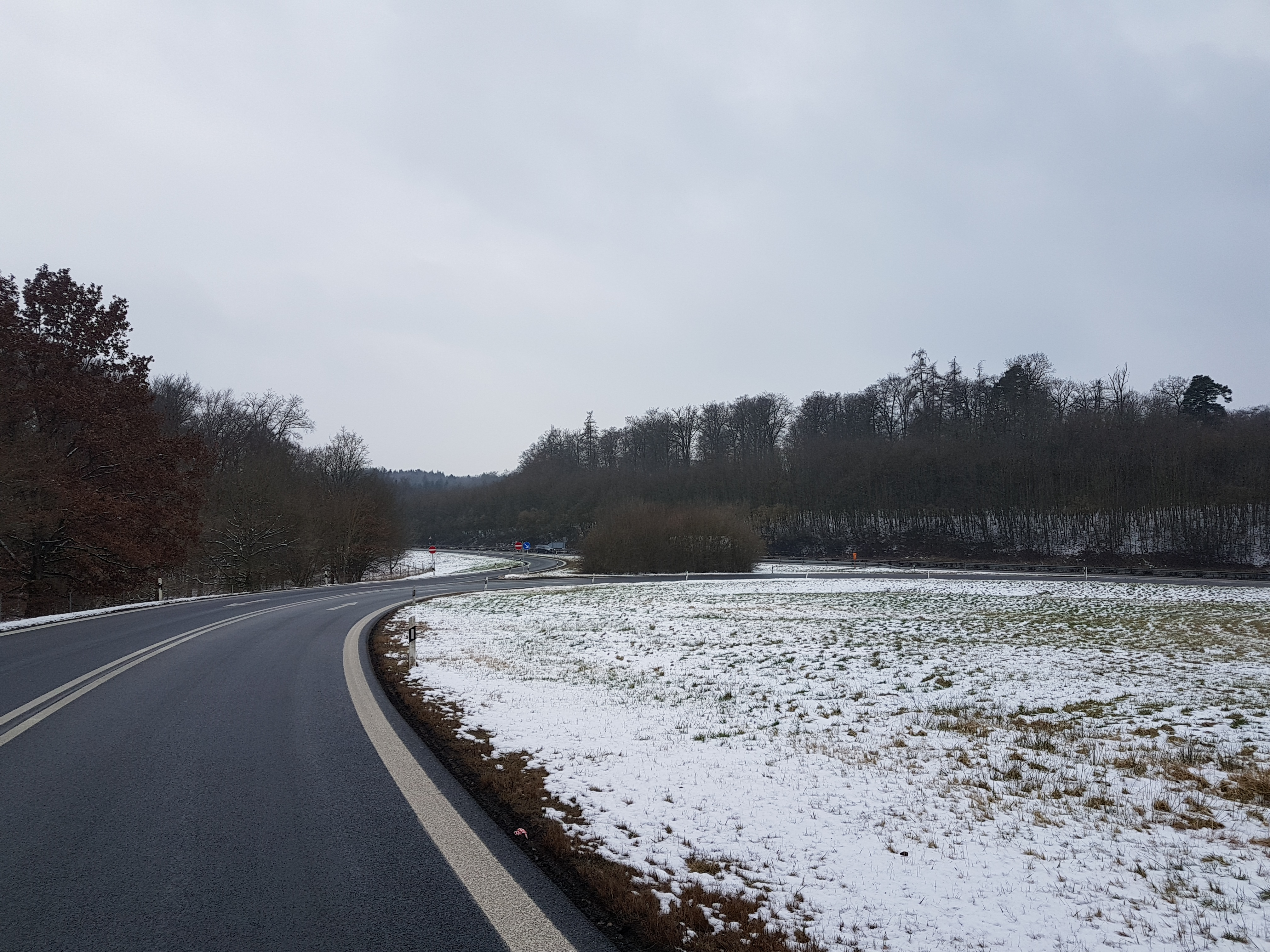
Anschlussstelle „Gerchsheim“, Anschlussstelle 2 der A 81

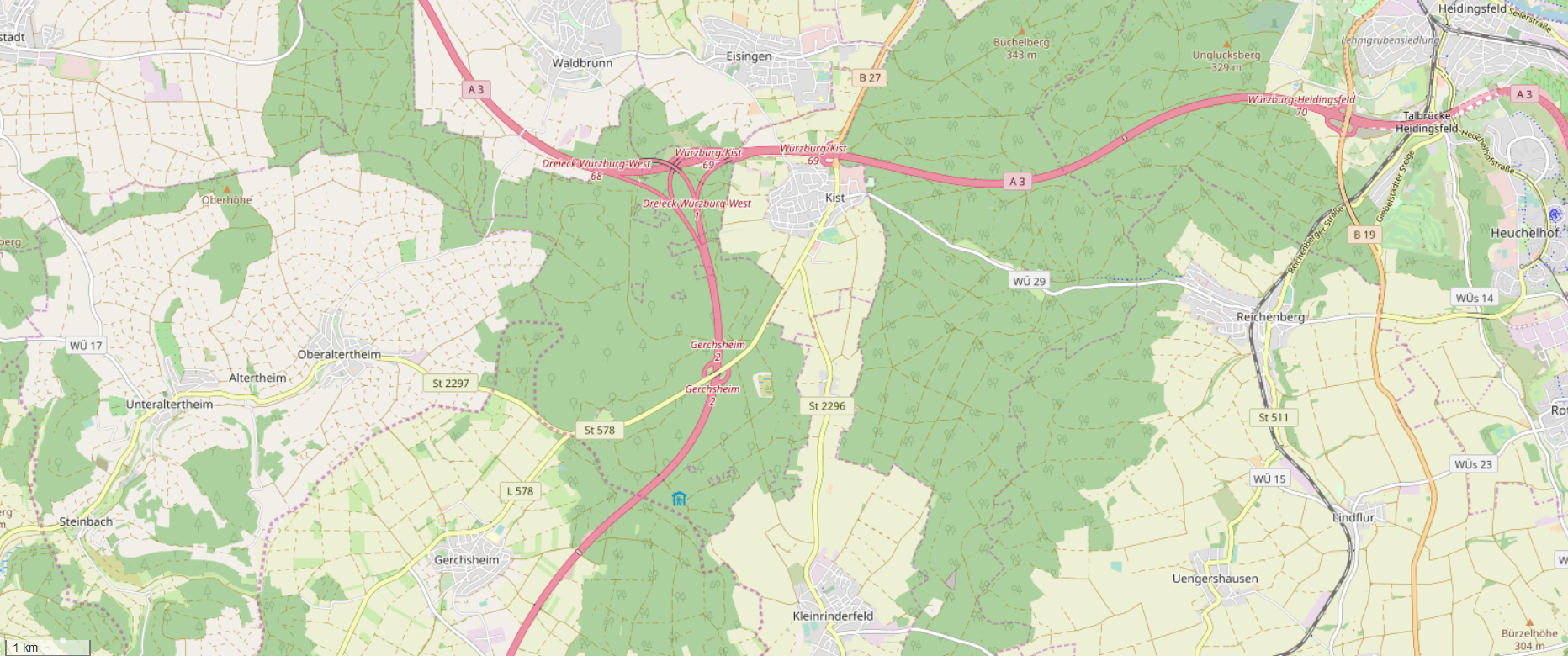
Lage der Anschlussstelle „Gerchsheim“

- A 81 – Die Bundesautobahn 81 (von Würzburg bis Gottmadingen) verläuft durch Teile des Gemeindegebiets. Mit der Anschlussstelle Gerchsheim (Anschlussstelle 2) gibt es eine nahegelegene Autobahnabfahrt, die jedoch kurioserweise nicht auf der Gemarkung des gleichnamigen Ortsteils Gerchsheim liegt.[2] Die Anschlussstellen Dreieck Würzburg-West (Anschlussstelle 1) und Gerchsheim (Anschlussstelle 2) liegen beide auf der Gemarkung der unterfränkischen Gemeinde Kist im Landkreis Würzburg.[3] Die nächsten Anschlussstellen im Main-Tauber-Kreis folgen mit Tauberbischofsheim (Anschlussstelle 3),[4] Ahorn (Anschlussstelle 4)[5] und Boxberg (Anschlussstelle 5).[6]
- Alemannenstraße
- Alte Hohle
- Alte Schönfelder Straße – im Ortsteil Gerchsheim, in Richtung des Ortsteils Schönfeld
- Altertheimer Weg – im Ortsteil Gerchsheim, in Richtung der unterfränkischen Gemeinde Altertheim
- Am Friedhof – im Ortsteil Schönfeld
- Am Gänsgarten – im Ortsteil Gerchsheim
- Am Geißgraben – im Ortsteil Gerchsheim
- Am Grünbach – im Ortsteil Schönfeld, liegt am Grünbach
- Am Lilacher Weg – im Ortsteil Schönfeld, in Richtung der Wittighäuser Kleinsiedlung Hof Lilach
- Amselstraße
- An der Kapelle – im Ortsteil Schönfeld
- Angert – im Ortsteil Schönfeld

## B
- Beethovenstraße
- Bensleweg – im Ortsteil Schönfeld
- Bergstraße
- Beunth
- Birkenstraße – im Ortsteil Gerchsheim
- Brunntaler Straße

## D
- Dachsberg – im Ortsteil Gerchsheim
- Dorfstraße – im Ortsteil Schönfeld
- Dr. Kern Gasse – im Ortsteil Ilmspan. Die Straße wurde nach Emmanuel Kern (* 9. Juli 1883; † 9. Januar 1963) benannt, einem Priester und Ehrenbürger der Altgemeinde Ilmspan. Kern übernahm im Herbst 1944 als letzte Station seines bewegten Lebens die Pfarrei Ilmspan. 18 Jahre wirkte er als Pfarrer in Ilmspan, bis er eines plötzlichen Todes starb. Gleichzeitig hatte Kern auch einige Jahre die Nachbarpfarrei Schönfeld mitverwaltet.[7]
- Drosselstraße

## E
- Eichenweg – im Ortsteil Gerchsheim

## F
- Finkenstraße

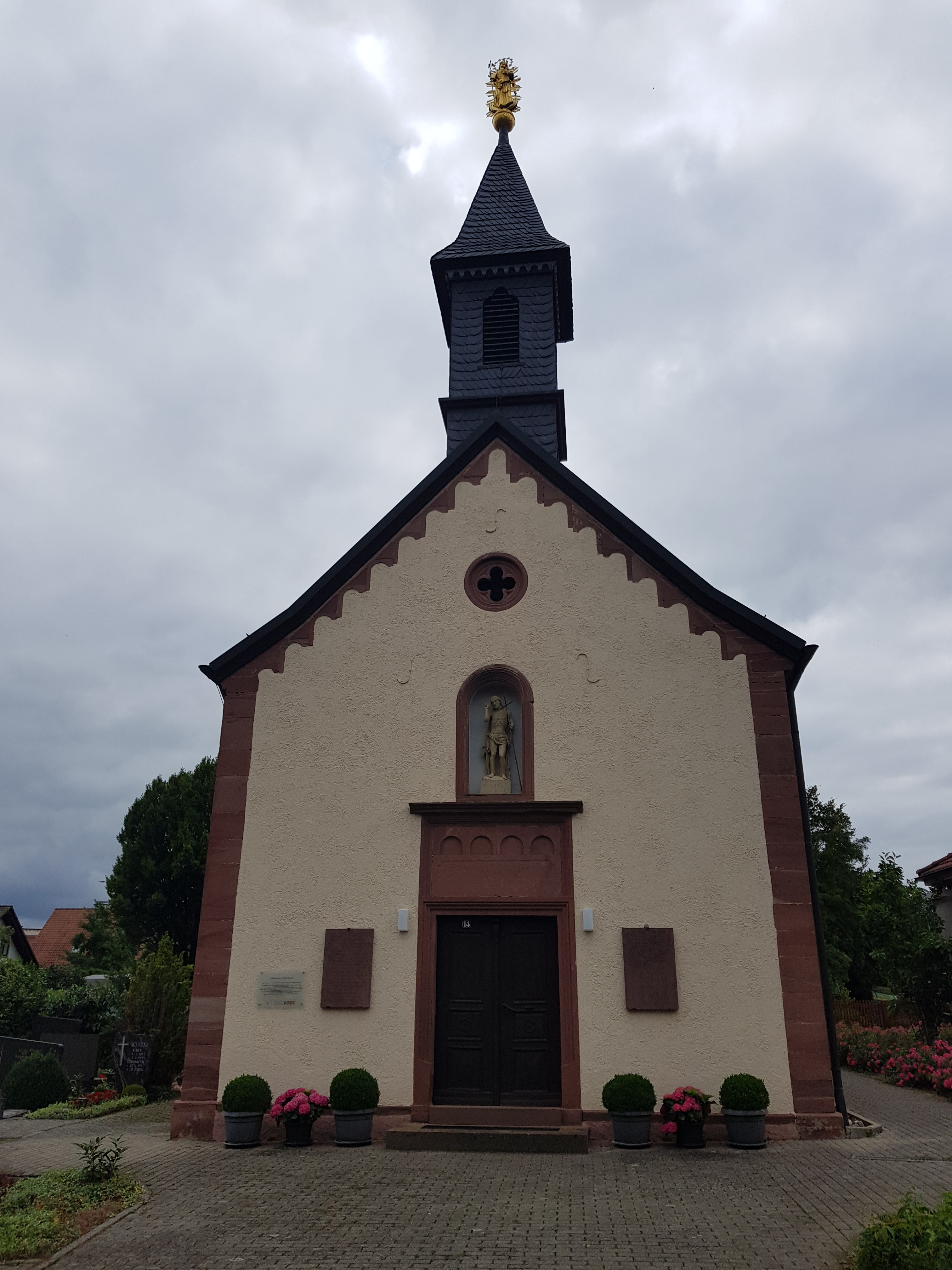
Friedhof mit Friedhofskapelle Großrinderfeld, Friedhofstraße 14

- Fliederstraße – im Ortsteil Gerchsheim
- Frankenstraße
- Friedhofstraße
- Fritzengärtlein
- Frühbaumweg – im Ortsteil Schönfeld
- Frühlingstraße – im Ortsteil Ilmspan
- Füllersgasse – im Ortsteil Schönfeld

## G
- Gartenstraße – im Ortsteil Ilmspan
- Gartenweg
- Gerchsheimer Straße – im Ortsteil Schönfeld, in Richtung des Ortsteils Gerchsheim
- Gewannweg – im Ortsteil Ilmspan
- Gitterle – im Ortsteil Gerchsheim
- Gotenstraße
- Grabengasse
- Grundwiesen – im Ortsteil Schönfeld

## H
- Händelstraße

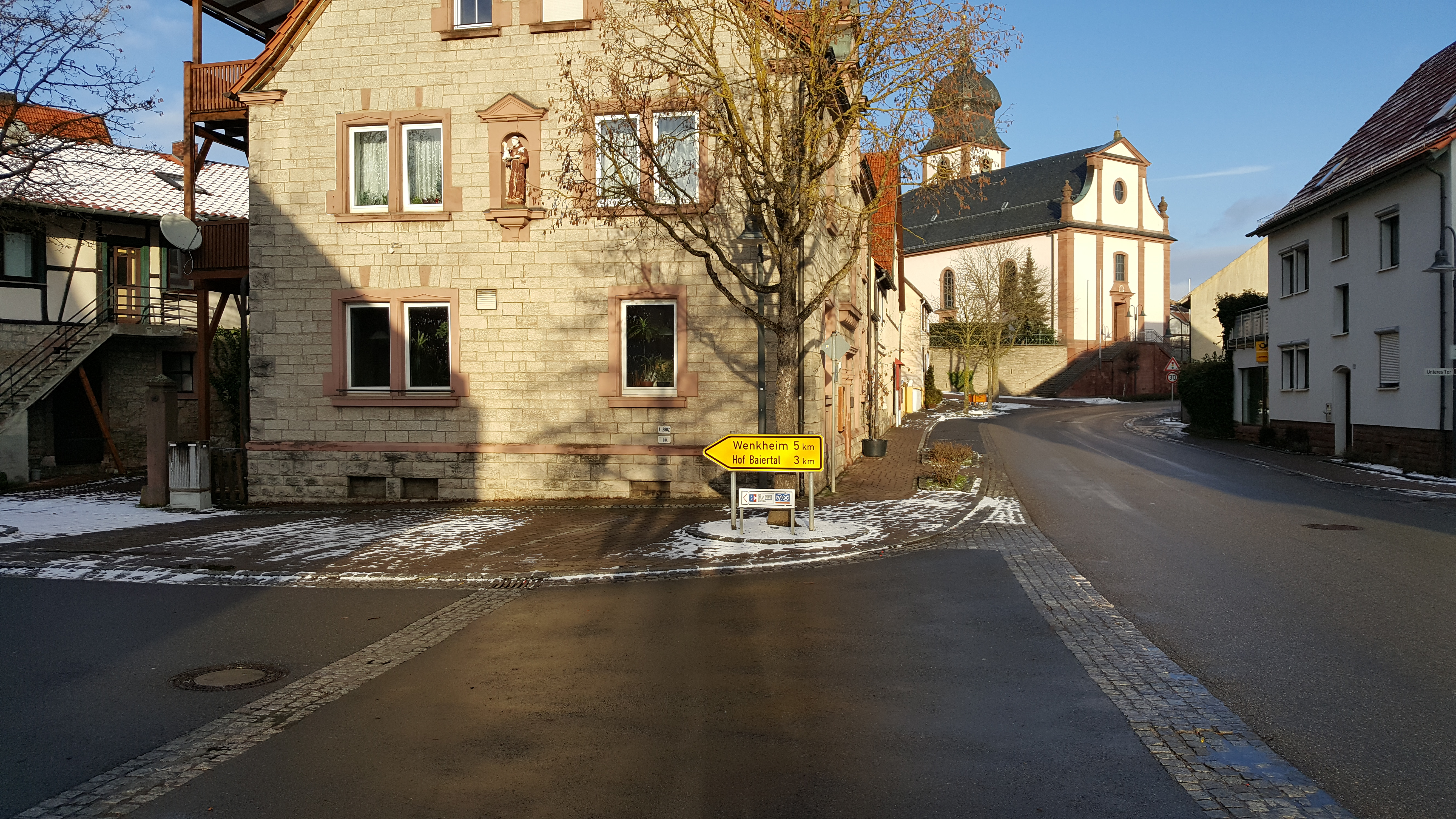
Kreuzung Hauptstraße und Wenkheimer Straße, im Hintergrund St. Michael, Hauptstraße 35

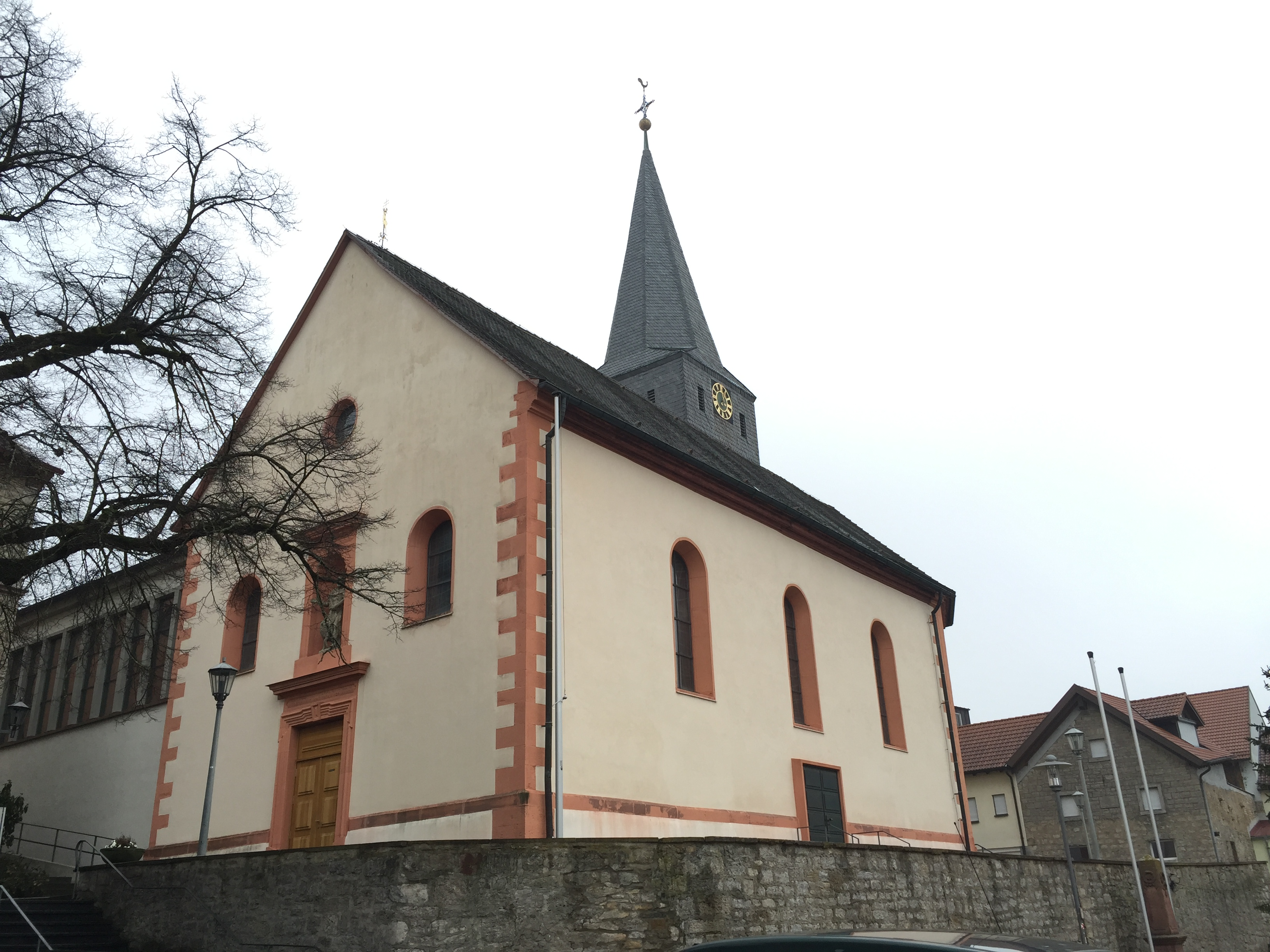
St. Johannes der Täufer, Herrenstraße 5

- Hasenstieg – im Ortsteil Gerchsheim
- Hauptstraße
- Herrenstraße – im Ortsteil Gerchsheim
- Herrenwiesen – im Ortsteil Schönfeld
- Hintere Gasse
- Hintere Zeil – im Ortsteil Gerchsheim
- Hinterm Berg – im Ortsteil Gerchsheim (derzeit im Bau nahe der A 81; Stand: November 2018)
- Hof Baiertal – in der gleichnamigen Kleinsiedlung Hof Baiertal
- Holzbergle – im Ortsteil Schönfeld
- Hummelstraße – im Ortsteil Gerchsheim
- Hundsberg

## I
- Ilmspaner Straße

## K
- K 2811
- K 2882
- Kapellenstraße

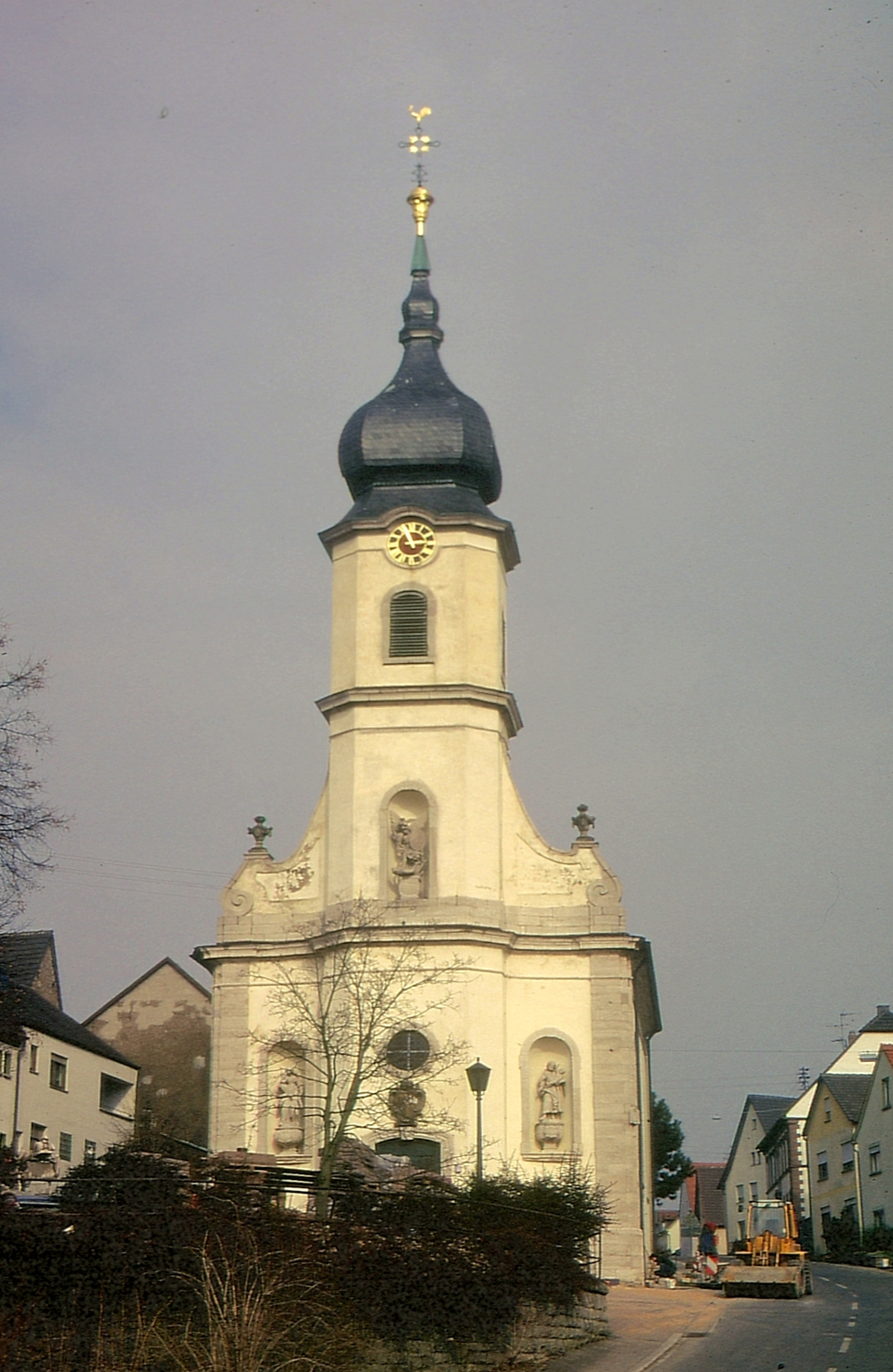
St. Laurentius, Ecke Kirchgasse / Schönfelder Straße 1

- Kindergartenweg – im Ortsteil Ilmspan
- Kirchberg – im Ortsteil Schönfeld
- Kirchgasse – im Ortsteil Ilmspan, an der Laurentiuskirche
- Kirchheimer Straße – im Ortsteil Schönfeld, in Richtung der unterfränkischen Gemeinde Kirchheim
- Kirchplatz
- Kirchweg – im Ortsteil Gerchsheim
- Kleinrinderfelder Straße – im Ortsteil Schönfeld, in Richtung der unterfränkischen Gemeinde Kleinrinderfeld
- Knauer – im Ortsteil Gerchsheim
- Krensheimer Straße – im Ortsteil Ilmspan, in Richtung des Grünsfelder Stadtteils Krensheim
- Krensheimer Weg

## L
- L 578
- Lärchenweg – im Ortsteil Gerchsheim
- Laurentiusweg – im Ortsteil Ilmspan
- Libellenstraße – im Ortsteil Gerchsheim
- Lilienstraße – im Ortsteil Gerchsheim
- Lindenstraße – im Ortsteil Gerchsheim

## M
- Marderweg – im Ortsteil Gerchsheim
- Margeritenstraße – im Ortsteil Gerchsheim
- Marktplatz
- Mittlere Gasse – im Ortsteil Gerchsheim
- Mittlerpfadweg
- Mozartstraße
- Mühläckerweg – im Ortsteil Schönfeld

## N
- Nelkenweg – im Ortsteil Gerchsheim
- Neubaustraße
- Neuenweg – im Ortsteil Gerchsheim

## O
- Ober der Kirche – im Ortsteil Gerchsheim

## P
- Paimarer Straße
- Pfarrer-Erhard-Behl-Weg
- Pfarrer-Kühner-Straße – im Ortsteil Schönfeld. Die Straße wurde nach dem Ehrenbürger Josef Kühner († 2011) benannt, der Pfarrer in Schönfeld, Ilmspan und Krensheim war.
- Pfarrer-Rüttling-Straße – im Ortsteil Schönfeld
- Pfarrgasse
- Poppenhäuser Straße – im Ortsteil Ilmspan, in Richtung des Wittighäuser Ortsteils Poppenhausen
- Postgasse – im Ortsteil Ilmspan

## R
- Renzenbergweg – im Ortsteil Gerchsheim
- Rinderfelder Straße
- Ringstraße
- Ringweg – im Ortsteil Gerchsheim
- Röckertsgasse – im Ortsteil Schönfeld
- Rosenstraße – im Ortsteil Gerchsheim

## S
- Schellenberg
- Schießmauerstraße

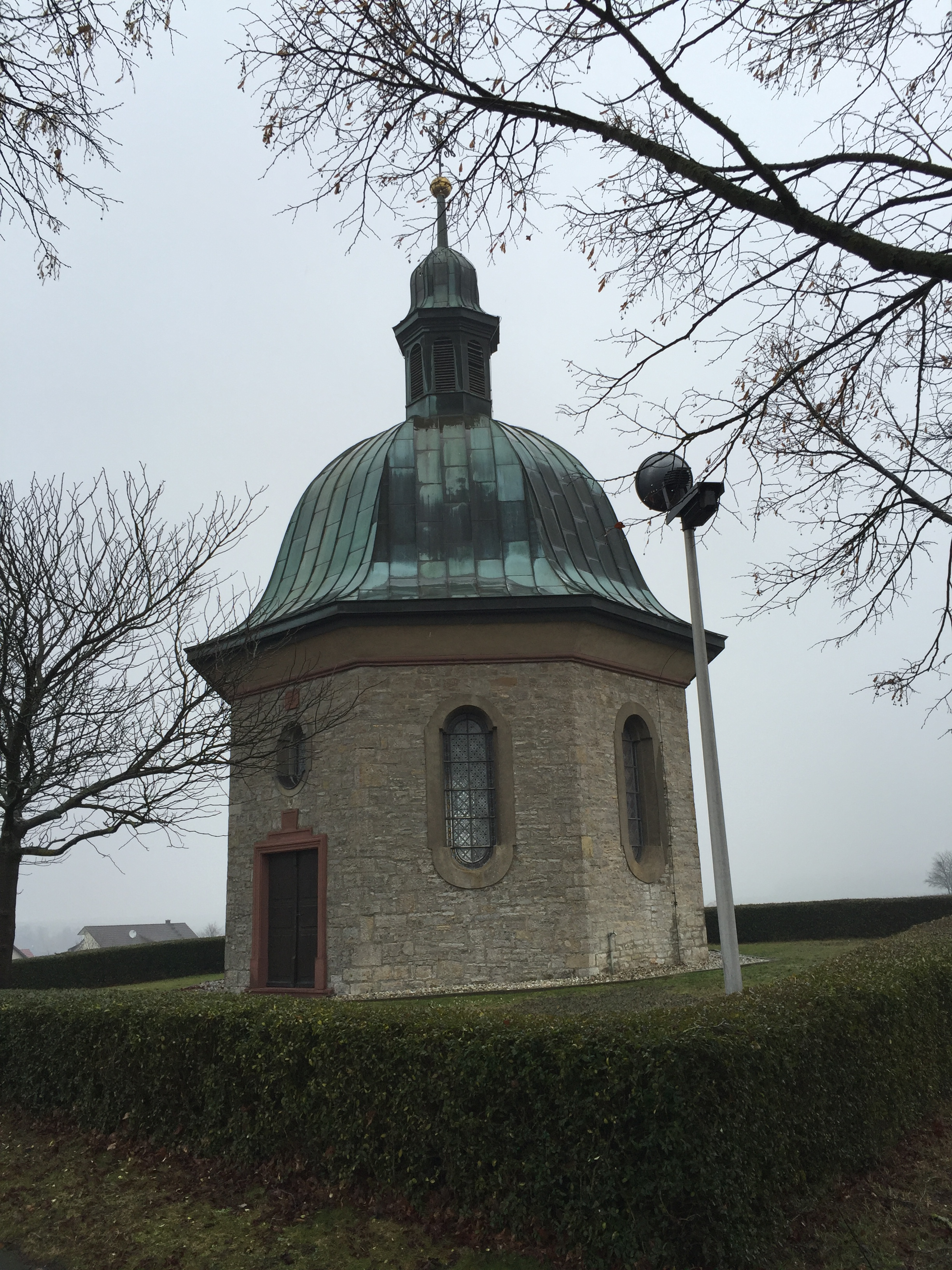
Maria Königin des Friedens, auch Kriegergedächtniskapelle genannt, Stationsbergweg 15

- Schloßpfad – im Ortsteil Schönfeld
- Schloßweg – im Ortsteil Schönfeld, am Schloss Schönfeld
- Schloßwiesen – im Ortsteil Ilmspan
- Schmetterlingstraße – im Ortsteil Gerchsheim
- Schmiedsgasse – im Ortsteil Schönfeld
- Schmiedstraße – im Ortsteil Gerchsheim
- Schönfelder Straße – im Ortsteil Ilmspan, in Richtung des Ortsteils Schönfeld
- Schubertstraße
- Schulberg – im Ortsteil Schönfeld
- Schustergasse – im Ortsteil Schönfeld
- Schwalbenstraße
- Stationsbergweg – im Ortsteil Gerchsheim, mit einem Freilandkreuzweg zur Kapelle Maria Königin des Friedens.[8]
- Steglein – im Ortsteil Schönfeld
- Steige
- Steinstraße – im Ortsteil Gerchsheim

## T
- Tannenweg – im Ortsteil Gerchsheim
- Tulpenstraße – im Ortsteil Gerchsheim

## U
- Unteres Tor

## V
- Veilchenstraße – im Ortsteil Gerchsheim
- Vordere Zeil – im Ortsteil Gerchsheim

## W
- Weinweg
- Wenkheimer Straße
- Wiesenberg – im Ortsteil Schönfeld
- Wiesengäßlein – im Ortsteil Schönfeld
- Winterwiesen – im Ortsteil Gerchsheim
- Wolfsgrabenstraße – im Ortsteil Gerchsheim
- Würzburger Straße – im Ortsteil Gerchsheim, durch den Ort in Richtung Würzburg

## Z
- Zur Au
- Zweiheckenstraße – im Ortsteil Ilmspan

## Ferienstraßen
Durch die Gemeinde Großrinderfeld führen zwei bekannte Ferienstraßen. Zum einen die Romantische Straße, die von Würzburg nach Füssen führt, zum anderen die Siegfriedstraße von Worms nach Würzburg.

## Rad- und Wanderwege
In der Gemeinde Großrinderfeld gibt es über 80 Kilometer Rundwanderwege. Diese sind in einem Buch des Heimat- und Kulturvereines Großrinderfeld mit dem Titel Sagenhafte und wahre Großrinderfelder Geschichten beschrieben. Die Wanderwege verbinden kulturell bedeutsame Kleindenkmale.